# Brignoles
 Brignoles  (en occitano Brinhòla) es una población y comuna francesa, que se encuentra en la región de Provenza-Alpes-Costa Azul, departamento de Var, en el distrito y cantón de su nombre.

## Demografía
| 5 060 | 5 460 | 5 301 | 5 848 | 5 518 | 5 642 | 5 584 | 5 809 | 5 836 | 6 143 | 5 945 | 5 593 | 5 840 | 5 678 | 4 927 | 4 811 | 4 824 | 4 748 | 4 374 | 4 541 | 3 916 | 5 116 | 5 080 | 5 534 | 5 913 | 6 347 | 7 479 | 9 051 | 9 995 | 10 412 | 11 239 | 12 487 | 15 643 | 15 679 |
| Para los censos de 1962 a 1999 la población legal corresponde a la población sin duplicidades (Fuente: INSEE [Consultar]) |       |       |       |       |       |       |       |       |       |       |       |       |       |       |       |       |       |       |       |       |       |       |       |       |       |       |       |       |        |        |        |        |        |